# 標緻106
标致106（Peugeot 106）是一款由法國標緻車廠所生產的迷你車，1991年問世，2003年停產，由標緻107所取代。
此車型乃於1991年秋季正式推出市場，用以取代標緻205。它是歐洲迷你車市場中最暢銷的型號之一，單在英國，1993年此車型已是英國暢銷車排行榜中排第十一位。